# Тюліганово
Тюліга́ново (рос. Тюлиганово, башк. Түләгән) — присілок у складі Ілішевського району Башкортостану, Росія. Входить до складу Бішкураєвської сільської ради.
Населення — 178 осіб (2010; 193 у 2002).
Національний склад:
- башкири — 96 %